# Frederik van Baden

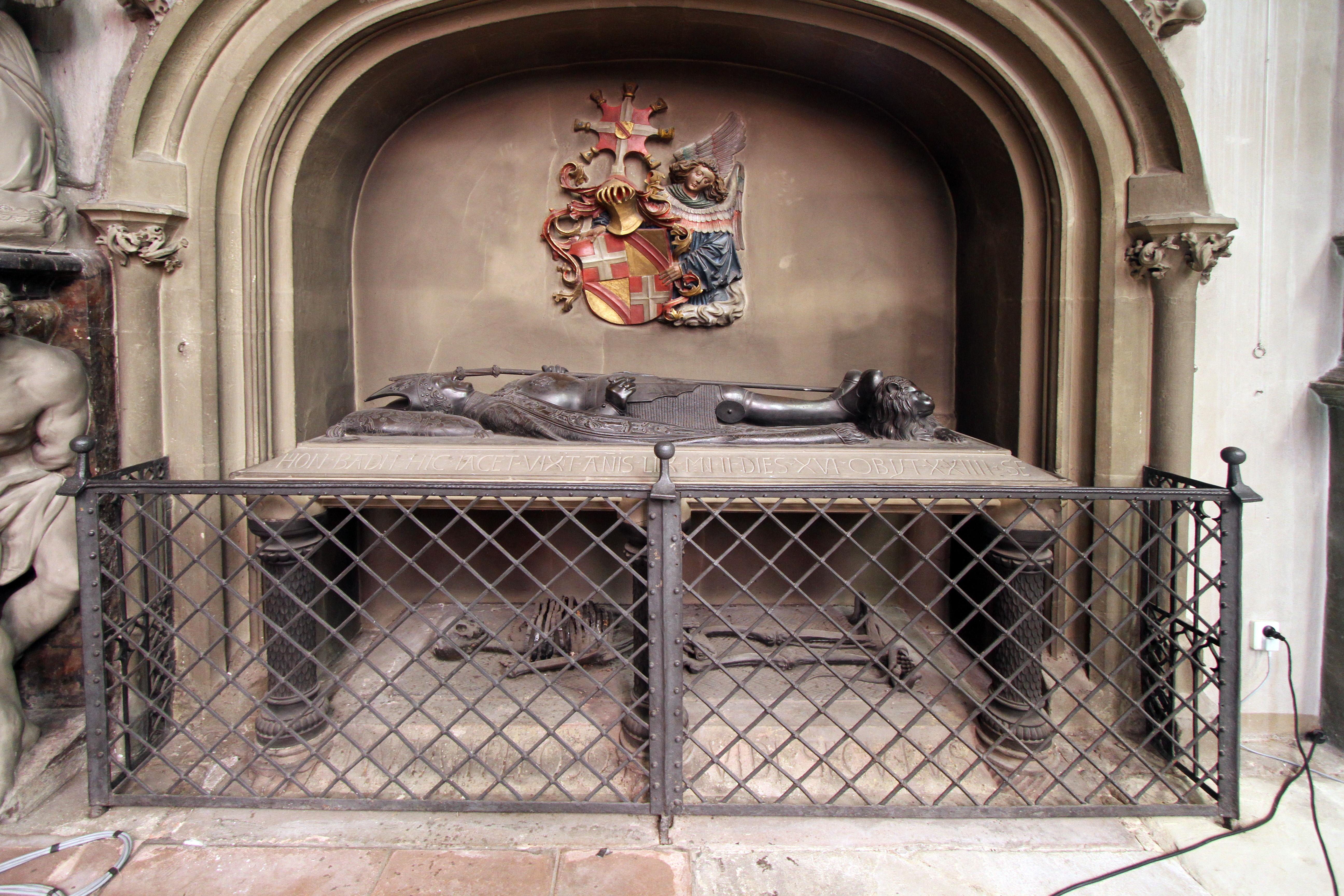
Het grafmonument van Frederik van Baden in de Stiftskirche in Baden-Baden

Frederik van Baden (?, 9 juli 1458 - Lier, 24 september 1517) was bisschop van Utrecht van 1496 tot 1517.
Frederik van Baden was de zoon van markgraaf Karel I van Baden en Catharina van Habsburg. Hij was domkanunnik in Keulen voordat hij onder zware druk van keizer Maximiliaan I tot bisschop van Utrecht gekozen werd. De keizer hoopte dat hij, als diens volle neef, de belangen van de Habsburgse dynastie in het bisdom Utrecht zou behartigen. De Staten van het Sticht voeren echter een onafhankelijke koers en zochten toenadering tot hertog Karel van Gelre. Frederik trachtte krachtig op te treden maar alle partijstrijd werd hem ten slotte te veel. Toen hij in 1514 van plan bleek te zijn zijn zetel af te staan aan een kandidaat van koning Lodewijk XII van Frankrijk, de erfvijand van de Habsburgers, verloor hij het vertrouwen van keizer Karel V, die hem op 9 mei 1517 tot aftreden dwong. Karel V wist vervolgens Filips van Bourgondië te laten benoemen. 
In de periode dat Frederik bisschop van Utrecht was kregen zijn neven (allen zonen van zijn machtige broer Christoffel) posities in Utrecht. Neef Jacobus werd kanunnik van de Dom van Utrecht, neef Christopher werd in 1499 door het domkapittel benoemd als chorepiscopis en kreeg in 1500 een prebende die in 1504 overging op weer een andere neef Rudolf. Waarschijnlijk was Frederik de natuurlijke vader van Christoffel van Baden, kanunnik van de Lebuïnuskerk in Deventer en van Carolus van Baden.
Na het overlijden van Frederik werden zijn ingewanden begraven voor het grootaltaar in de kerk van Lier. Zijn lichaam werd bijgezet in de kapittelkerk van Baden-Baden.